# Anfíbalo
Anfíbalo (em latim: Amphibalus) foi um venerado padre cristão primitivo que teria convertido Santo Albano ao Cristianismo. Ele ocupou um lugar na hagiografia britânica quase tão reverenciado quanto o próprio Albano. De acordo com muitos relatos hagiográficos, incluindo os de Gildas, Beda, Godofredo de Monmouth e Mateus de Paris, Amphibalus era um cristão romano que fugia da perseguição religiosa sob o imperador Diocleciano. Anfíbalo recebeu abrigo de Albano na cidade romana de Verulamium, na atual Inglaterra. Albano ficou tão impressionado com a fé e os ensinamentos do padre que começou a imitá-lo na adoração e, eventualmente, tornou-se um cristão. Quando os soldados romanos vieram para capturar Anfíbalo, Albano vestiu as vestes de Anfíbalo e foi punido em seu lugar. De acordo com Mateus de Paris, após o martírio de Albano, os romanos acabaram capturando e martirizando Anfíbalo também.

## Nome e autenticidade
Gildas (c. 570), Beda (c. 730) e os três textos da Passio de Albano, que remontam ao século V, não nomeiam Anfíbalo em seus relatos sobre Albano. Eles se referem a Anfíbalo não como um santo, mas simplesmente como um padre e não relatam seu martírio.  Anfíbalo ganhou seu nome e título quando Godofredo de Monmouth escreveu sua Historia Regum Britanniae (História dos Reis da Grã-Bretanha) no século XII. É possível que Godofredo estivesse repetindo um nome para o padre que havia se tornado de uso comum em sua época, mas também é possível que Godofredo tenha entendido mal a palavra latina usada para o manto, anfíbolos, que era usado por Albano.
Wilhelm Levison observou que a história do nome, que remonta a uma Passio Albani do século V, é composta de empréstimos de outras vidas de santos e, em suas palavras, "não tem lugar nas fileiras da Acta martyrum sincera; é um conto lendário...".